# Jean Malléjac
Jean Malléjac (Dirinon, 19 juli 1929 – Landerneau, 24 september 2000) was een Frans wielrenner.

## Biografie
Malléjac was profwielrenner van 1950 tot 1958. Zijn belangrijkste succes was de tweede plaats in de eindrangschikking van de Ronde van Frankrijk 1953, na Louison Bobet. In totaal droeg hij in die ronde vijf dagen de gele trui en won hij één etappe.
Malléjac ging de geschiedenis in als de eerste renner die bewezen onder invloed van doping was tijdens de Ronde van Frankrijk. Dit was in de Tour van 1955 op de flanken van de Mont Ventoux. Een eind voor de top ging de Fransman languit tegen het wegdek en raakte buiten bewustzijn met een voet nog vast in de voetriempjes. Zijn gelaatskleur was lijkbleek, het schuim stond op z'n lippen en het doodszweet droop van z'n voorhoofd. Pas na een kwartier kwam de, naar later bleek, met amfetamine gedrogeerde Malléjac weer bij bewustzijn, nadat de toegesnelde tourdokter Dumas hem zuurstof had toegediend. Urenlang vocht Malléjac daarna in het ziekenhuis voor z'n leven. De Breton kon slechts op het nippertje van de dood worden gered. Malléjac heeft nooit toegegeven dat hij doping had gebruikt, het zou hem door een verzorger zijn toegediend buiten zijn medeweten.
Een vrijwel identiek geval van doping zou zich in 1967 afspelen op dezelfde Mont Ventoux met de Britse wielrenner Tom Simpson, die daaraan echter bezweek.

## Belangrijkste overwinningen
1950
- Prix de Callac

1953
- 5e etappe Ronde van Frankrijk

## Resultaten in voornaamste wedstrijden
| Jaar | Ronde van Italië | Ronde van Frankrijk | Ronde van Spanje |
| ---- | ---------------- | ------------------- | ---------------- |
| 1950 |                  |                     |                  |
| 1951 |                  |                     |                  |
| 1952 |                  | 33e                 |                  |
| 1953 |                  | ↑ (1)               |                  |
| 1954 |                  | 5e                  |                  |
| 1955 |                  | opgave              |                  |
| 1956 |                  | 34e                 |                  |
| 1957 |                  |                     | 19e              |
| 1958 | 48e              | opgave              |                  |

| Jaar | Milaan-San Remo | Parijs-Roubaix |
| ---- | --------------- | -------------- |
| 1950 |                 | 64e            |
| 1951 |                 | 61e            |
| 1952 |                 |                |
| 1953 |                 |                |
| 1954 |                 |                |
| 1955 |                 |                |
| 1956 |                 |                |
| 1957 | 17e             |                |
| 1958 |                 |                |

## Ploegen
- 1950 - Stella-Dunlop
- 1951 - Stella-Dunlop
- 1952 - Stella-Huret
- 1953 - Terrot-Hutchinson
- 1954 - Terrot-Hutchinson
- 1955 - Terrot-Hutchinson
- 1956 - Saint-Raphael-Geminiani
- 1957 - Saint-Raphael-Geminiani
- 1958 - Saint-Raphael-Geminiani

- Bibliothèque nationale de France: cb16138572z (data)
- International Standard Name Identifier: 0000 0004 5095 9025
- Virtual International Authority File: 316737435